# Тадеуш Тучапський
Тадеуш Леон Тучапський (пол. Tadeusz Leon Tuczapski; 23 вересня 1922, Львів — 10 квітня 2009, Варшава) — польський генерал, один з вищих військових керівників ПНР, близький сподвижник генерала Ярузельського. Заступник міністра національної оборони у 1968—1987 роках, головний інспектор територіальної оборони Польської народної армії у 1971—1987 роках. Учасник придушення робітничих протестів 1970 року у Щецині. Активний учасник протистояння урядущої компартії ПОРП з профспілкою Солідарність, при воєнному стані у 1981—1983 роках один із провідних членів Військової ради національного порятунку. Залучався до судової відповідальності, помер до вердикту.

## Учасник війни
Народився у родині українських поляків. Леон Тучапський, батько Тадеуша Тучапського, у хорунжому чині служив у польській армії. Тадеушу Тучапському було сімнадцять років, коли Львівське воєводство було приєднане до СРСР. Вступив на медичний факультет Львівського університету, але змушений був перервати навчання через війну. Під час нацистської окупації працював у Львові завскладу та помічником бухгалтера.
У серпні 1944 року, з приходом радянської армії, вступив до лав Польської народної армії (LWP). Закінчив артилерійські курси у Холмі, отримав офіцерське звання підпоручника. Командував артилерійським взводом у 1-й армії. Брав участь у боях з німцями, був двічі поранений.

## Армійська служба

### Офіцер

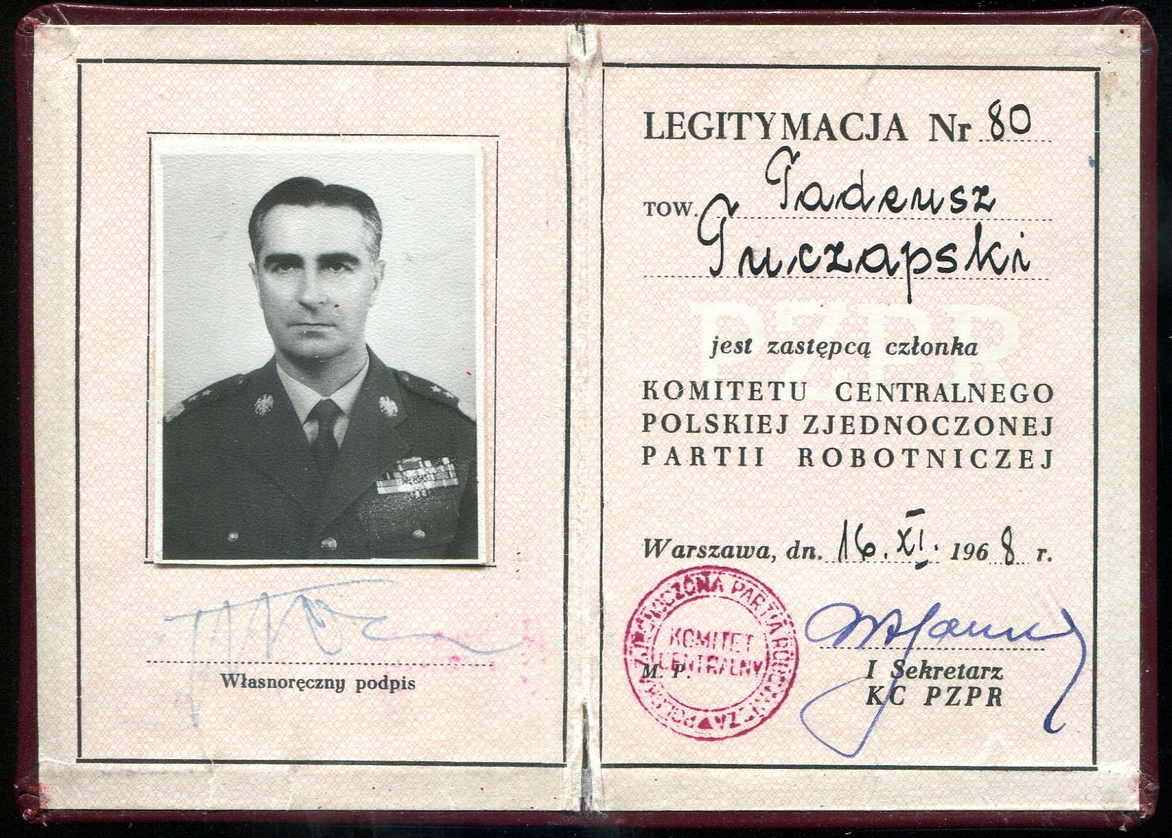
Партійний квиток члена ЦК ПОРП Тадеуша Тучапського, 1968

Після війни став ад'ютантом міністра оборони ПНР маршала Рокоссовського. Викладав у школі офіцерів артилерії у Торуні. Командував артилерійським дивізіоном, потім гаубичним полком. З 1947 року Тучапський перебував у комуністичній ПРП, з 1948 року — в урядущій компартії ПОРП.
У 1950 році Тадеуш Тучапський у званні підполковника — начальник штабу 12-ї артилерійської бригади. У 1951—1952 роках — командир 29-ї артилерійської бригади. У 1952 році очолив оперативне командування артилерією у Варшаві. З 1953 року — заступник начальника штабу артилерії LWP у званні полковника. У 1954—1955 роках — командувач артилерією Поморського військового округу.

### Генерал
У 1955—1957 роках навчався у СРСР у Вищій військовій академії імені К. Є. Ворошилова. Після закінчення навчання призначений начальником штабу артилерійського командування Війська Польського у званні генерал бригади. У 1960—1963 роках очолював оперативне управління Генерального штабу LWP. З 1963 року — генерал дивізії. У 1965—1968 роках — заступник головного інспектора військового навчання. Командував маневрами військ Організації Варшавського пакту.
11 квітня 1968 року призначений заступником міністра національної оборони ПНР Войцеха Ярузельського. У 1968 році був головним інспектором військового навчання. З 1973 року — головний інспектор територіальної оборони. Очолював також систему цивільної оборони. У статусі секретаря очолював Комітет національної оборони (KOK) при Раді міністрів ПНР. З жовтня 1974 року — генерал броні.
Генерал Тучапський був заступником головнокомандувача Об'єднаних збройних сил Варшавського договору, відповідальним за потенційний «польський фронт». Згодом Тучапський розповідав про складнощі взаємодії з політичним керівництвом і військовим командуванням СРСР — через сталінський догматизм і полонофобські стереотипи у КПРС. Однак репутація Тучапського у радянському керівництві була позитивною.

## Політична роль

### Заступник міністра
Високе становище генерала Тучапського в армійському командуванні робило його помітною постаттю політичного керівництва. Особливо значущою була функція секретаря KOK, який координував оборонну політику уряду. З 1968 року Тучапський був кандидатом у члени ЦК ПОРП, брав участь у шести партз'їздах — з V у 1968 році до X у 1986 році. Він брав безпосередню участь у військовому придушенні робітничих протестів у Щецині у грудні 1970 року.
Як заступник міністра оборони та керівник KOK генерал Тучапський брав активну участь у протиборстві ПОРП з незалежною профспілкою Солідарність. Він не зараховувався до «партійного бетону», але неухильно проводив лінію генерала Ярузельського. Вже 12 листопада 1980 року Тучапський пропонував створити орган надзвичайного управління — Раду оборони ПНР на чолі з першим секретарем ЦК (тоді найвищу партійну посаду обіймав Станіслав Каня). 14 вересня 1981 року Тучапський представив план встановлення військового режиму на засіданні KOK. 7 грудня 1981 року Тучапський провів ухвалу KOK, яка розширила повноваження воєводських підрозділів Комітету (WKO) та поклала на них відповідальність за військовий контроль над ситуацією. Він готував формально-юридичні обґрунтування військової узурпації влади.

### Член WRON
13 грудня 1981 року у Польщі було введено воєнний стан. Генерал Тучапський увійшов до складу Військової ради національного порятунку (WRON) — позаконституційного органу вищої влади на чолі з першим секретарем ЦК ПОРП прем'єр-міністром і міністром національної оборони ПНР генералом Ярузельським.
Генерал Тучапський не належав до неформальної «Директорії», в якій ухвалювалися всі основні рішення. Однак він, поряд з генералом Кіщаком, генералом Сивіцьким, генералом Мольчиком, адміралом Янчишином, був одним із найвпливовіших членів WRON, належав до оточення Ярузельського. Курована Тучапським система WKO у регіонах координувала різні інстанції військового режиму — військових комісарів, територіальні військові штаби, воєводські адміністрації, міліцейські комендатури. Він розділяв відповідальність за репресії воєнного стану.
Після скасування воєнного стану Тадеуш Тучапський до 1987 року зберігав посади у міністерстві оборони та KOK. 26 січня 1988 року був обраний головою Ліги національної оборони — польського аналога ДТСААФ.

## Притягнення до суду

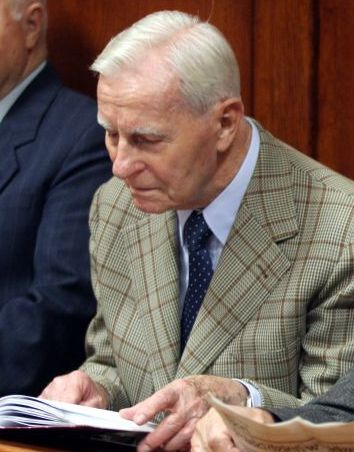
Тадеуш Тучапський на суді у Варшаві, 2008

Зміна суспільно-політичної системи у 1989—1991 роках виключила для Тучапського шанси на продовження військової служби та політичної діяльності. 2 травня 1991 року його було відправлено на пенсію. Проживав із сім'єю у Варшаві, цікавився суспільно-політичним життям, військовою літературою, театром. З колишніми членами WRON відносин, за його словами, не підтримував.

У 1996 році Тадеуш Тучапський залучався до суду за звинуваченням у щецинських розстрілах грудня 1970 року. Основну відповідальність за ті події Тучапський покладав на партійних керівників, вигороджуючи Ярузельського:
Це був час таких, як Гомулка, Клишко, Лога-Совинський, Кочелек, Корчинський. А тепер спершу залучають генерала Ярузельського. Адже якби не він, трагедія була б ще більшою!
У березні 2006 році Інститут національної пам'яті висунув групі військових, партійних і державних керівників, зокрема Тадеушу Тучапському, звинувачення у створенні «організованої озброєної злочинної групи», яка здійснила запровадження воєнного стану. З вересня 2008 року Тучапський був підсудним на процесі у Варшаві. Він помер до винесення вердикту у віці 86 років.
Похорон Тадеуша Тучапського відбувся 20 квітня 2009 року на цвинтарі Військові Повонзки. Церемонія пройшла в обмеженому форматі, без почесної варти та військового оркестру. Було зачитане особисте послання Войцеха Ярузельського.
У січні 2012 року Окружний суд Варшави при винесенні обвинувального вироку Чеславу Кіщаку згадав серед членів злочинної групи покійного Тучапського.

## Особистість, оцінки, самооцінка
Тадеуш Тучапський був двічі одружений, у другому шлюбі мав дочку. Характеризувався як людина «стильна, інтелігентна, елегантна». Відзначалися його освіченість й ерудиція. Він написав мемуари, які, проте, не були видані, хоча викликали великий інтерес. Зі зневажливою іронією відгукувався про партійну пропаганду.

Тадеуш Тучапський визнавав свою відповідальність за жертви воєнного стану. Особливо важко, за його словами, переживав він загибель людей на шахті «Вуєк».
На всіх нас лежить тавро. Але лише історія винесе справедливий вирок. Шкода, що ми, автори воєнного стану, не дізнаємося, чи правильно ми вчинили.